# 布拉格 (內布拉斯加州)
布拉格（英語：Prague）是位於美國內布拉斯加州桑德斯縣的村。

## 人口
根據2020年美國人口普查的數據，布拉格的面積為0.84平方千米，皆為陸地。當地共有人口291人，而人口密度為每平方千米346人。